# Roy Nissany
Roy Nissany (Tel Aviv, 30 novembre 1994) è un pilota automobilistico israeliano.
Figlio dell'ex pilota Chanoch Nissany, dal 2020 fino il 2022 ha fatto parte della Williams Driver Academy. Con il team inglese della Williams Racing ha partecipato alle prove libere di sei Gran Premi di Formula 1.

## Carriera

### Kart
Nato a Tel Aviv, Nissany comincia la sua carriera sui kart nel 2008, dove corre fino al 2009 senza raggiungere risultati di rilievo.

### Formule minori
Nissany debutta nelle monoposto nel 2010, prendendo parte al campionato Formula Lista Junior, in cui termina all'ottavo posto conquistando una pole position. Nella successiva stagione 2011 passa alla serie tedesca ADAC Formula Master (primo israeliano a competere nella categoria) con il team Mücke Motorsport, con cui conquista 2 podi e l'undicesimo posto in classifica generale. Nel 2012 prosegue nella categoria con lo stesso team ottenendo la sua prima vittoria e terminando al nono posto in campionato.
Nel 2013 debutta nella F3 europea, proseguendo la sua collaborazione con il team Mücke Motorsport. Conquista soltanto 11 punti, che lo portano al ventiduesimo posto in classifica generale. Nella stagione successiva continua nella categoria con lo stesso team, ma anche in questa stagione non ottiene grandi risultati e si piazza diciassettesimo.
Nella stagione 2015 passa al campionato Formula Renault 3.5 Series con il team Tech 1 Racing. Nella sua stagione di debutto conquista un podio nella gara 2 al Red Bull Ring e si piazza tredicesimo in campionato. Nel 2016 prosegue nella stessa categoria passando al team Lotus. Nell'arco del campionato riesce a vincere 3 gare, ottenendo la sua prima vittoria nella categoria a Silverstone. Conquista anche 3 pole e 7 podi in totale, che lo portano al quarto posto in classifica generale, per quella che si rivela essere la sua migliore stagione nella categoria. Nella successiva stagione 2017 passa al team RP Motorsport, con cui ottiene una vittoria e il quinto posto in campionato.

### Formula 2

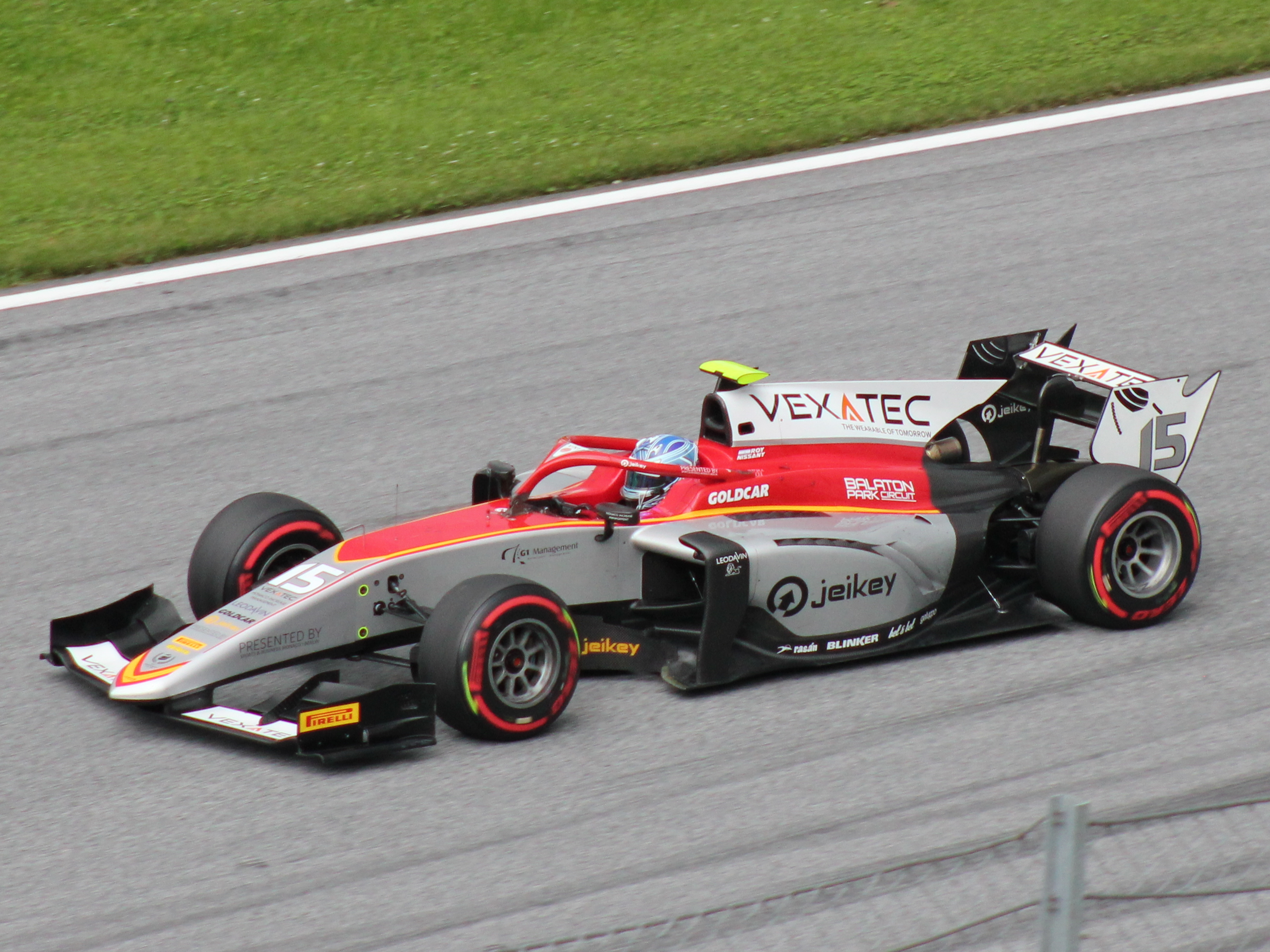
Nissany in Austria nel 2018 con la Campos

Nella stagione 2018 Nissany debutta in Formula 2 con il team Campos Racing. Ottiene un solo punto nell'arco della stagione e viene sostituito a due appuntamenti dalla fine da Roberto Merhi.
Nella stagione 2020 Nissany ritorna a correre in Formula 2 con il team Trident Motorsport, come miglior risultato raggiunge un ottavo posto e chiude la stagione diciannovesimo.
Il 22 gennaio 2021 la DAMS annuncia Nissany e Marcus Armstrong come suoi piloti per la stagione 2021 di Formula 2. Nella Sprint Race-1 di Monaco, Nissany arriva terzo dietro i due piloti della UNI-Virtuosi e conquista il suo primo podio nella categoria. Chiude la stagione al 16 posto in classifica.
Il 14 dicembre 2021 il team DAMS rinnova il contratto di Nissany per un altro anno. L'israeliano ottiene diversi piazzamenti a punti, tra cui un quarto posto nella Sprint Race di Imola. Nissany viene squalificato per il round di Monza, ha raggiunto i 12 punti di penalità sulla patente, viene così sostituito da Luca Ghiotto. Ritornato per il round Yas Marina ottiene i punti in entrambe le corse e chiude la stagione al diciannovesimo posto.
Nissany rimane in Formula 2 anche per la stagione 2023, l'israeliano passa al team PHM Racing by Charouz insieme a Brad Benavides. La sua quinta stagione in F2 risulta la peggiore di sempre, il pilota israeliano non riesce a conquistare nessun punto e chiude ventunesimo in classifica piloti.

### Formula 1
Il 23 ottobre 2014 Nissany ha avuto l'occasione di debuttare su una vettura di Formula 1, effettuando un test con la Sauber C31 del 2012 sul Circuito di Valencia.
Il 15 gennaio 2020 viene confermato come test driver per la Williams F1. Il 14 agosto 2020 partecipa alla prima sessione di prove libere in occasione del Gran Premio di Spagna a bordo della Williams, concludendo in ventesima posizione. Nel dicembre dello stesso anno prende parte anche ai 2 giorni di test post stagionali alla guida della Williams FW43.
Il 19 gennaio 2021 la Williams F1 riconferma Nissany come test driver, nel corso della stagione 2021 di Formula 1 scenderà in pista i tre sessioni di FP1 e in un giorno di test pre stagionali sul Bahrain International Circuit. Torna in pista alla guida della Williams FW43B nella prima sessione di libere al Paul Ricard.
Nel 2022 rimane nella Accademy e tester ma non torna in pista con il team britannico. L'anno successivo viene annunciato l'addio di Nissany, chiudendo le porte per la Formula 1.

### Endurance
Dopo un anno sabatico dove si è occupato dello sviluppo del Circuito di Balaton Park in Ungheria, Nissany torna a competere correndo nella European Le Mans Series per il team francese Duqueine.

## Risultati

### Riassunto della carriera
| Stagione | Campionato                  | Team                  | Gare         | Vittorie     | Pole         | Gpv          | Podi         | Punti        | Pos.         |
| -------- | --------------------------- | --------------------- | ------------ | ------------ | ------------ | ------------ | ------------ | ------------ | ------------ |
| 2010     | Formula Lista Junior        | Daltec Racing         | 12           | 0            | 1            | 1            | 0            | 43           | 8º           |
| 2011     | ADAC Formula Master         | Mücke Motorsport      | 24           | 0            | 0            | 0            | 2            | 81           | 11º          |
| 2012     | ADAC Formula Master         | Mücke Motorsport      | 23           | 1            | 0            | 0            | 1            | 98           | 9º           |
| 2013     | F3 europea                  | Mücke Motorsport      | 30           | 0            | 0            | 0            | 0            | 11           | 22º          |
| 2014     | F3 europea                  | Mücke Motorsport      | 33           | 0            | 0            | 0            | 0            | 26           | 17º          |
| 2015     | Formula Renault 3.5 Series  | Tech 1 Racing         | 17           | 0            | 0            | 0            | 1            | 27           | 13º          |
| 2016     | Formula V8 3.5              | Lotus                 | 18           | 3            | 3            | 5            | 7            | 189          | 4º           |
| 2017     | World Series Formula V8 3.5 | RP Motorsport         | 18           | 1            | 0            | 2            | 6            | 201          | 5º           |
| 2018     | Formula 2                   | Campos                | 20           | 0            | 0            | 0            | 0            | 1            | 22º          |
| 2020     | Formula 1                   | Williams F1           | Collaudatore | Collaudatore | Collaudatore | Collaudatore | Collaudatore | Collaudatore | Collaudatore |
| 2020     | Formula 2                   | Trident Motorsport    | 24           | 0            | 0            | 2            | 0            | 5            | 19º          |
| 2021     | Formula 3 Asia              | Hitech Grand Prix     | 15           | 0            | 0            | 0            | 2            | 99           | 5º           |
| 2021     | Formula 2                   | DAMS                  | 23           | 0            | 0            | 1            | 1            | 16           | 16º          |
| 2021     | Formula 1                   | Williams F1           | Collaudatore | Collaudatore | Collaudatore | Collaudatore | Collaudatore | Collaudatore | Collaudatore |
| 2022     | Formula 2                   | DAMS                  | 26           | 0            | 0            | 0            | 0            | 20           | 19º          |
| 2023     | Formula 2                   | PHM Racing by Charouz | 26           | 0            | 0            | 0            | 0            | 0            | 21°          |

* Stagione in corso.

### Formula Lista Junior
(legenda) (Le gare in grassetto indicano la pole) (Le gare in corsivo indicano il giro veloce)
| Anno | Squadra       | 1    | 2    | 3   | 4   | 5   | 6   | 7    | 8    | 9   | 10  | 11  | 12  | Punti | Pos. |
| ---- | ------------- | ---- | ---- | --- | --- | --- | --- | ---- | ---- | --- | --- | --- | --- | ----- | ---- |
| 2010 | Daltec Racing | HOC1 | HOC1 | NÜR | NÜR | MOS | MOS | HOC2 | HOC2 | MAG | MAG | MNZ | MNZ | 43    | 8º   |
| 2010 | Daltec Racing | 8    | 5    | 4   | 6   | 8   | Rit | 7    | 9    | 9   | 8   | Rit | 11  | 43    | 8º   |

### ADAC Formel Masters
(legenda) (Le gare in grassetto indicano la pole) (Le gare in corsivo indicano il giro veloce)
| Anno | Squadra          | 1   | 2   | 3   | 4   | 5   | 6   | 7   | 8   | 9   | 10   | 11   | 12   | 13  | 14  | 15  | 16  | 17  | 18  | 19   | 20   | 21   | 22  | 23  | 24  | Punti | Pos. |
| ---- | ---------------- | --- | --- | --- | --- | --- | --- | --- | --- | --- | ---- | ---- | ---- | --- | --- | --- | --- | --- | --- | ---- | ---- | ---- | --- | --- | --- | ----- | ---- |
| 2011 | Mücke Motorsport | OSC | OSC | OSC | SAC | SAC | SAC | ZOL | ZOL | ZOL | NÜR  | NÜR  | NÜR  | RBR | RBR | RBR | LAU | LAU | LAU | ASS  | ASS  | ASS  | HOC | HOC | HOC | 81    | 11º  |
| 2011 | Mücke Motorsport | 3   | 4   | 9   | 10  | 11  | 7   | Rit | 16  | 8   | 3    | 23   | 9    | Rit | 10  | 4   | 10  | 12  | 13  | Rit  | 17   | 18   | Rit | 17  | 15  | 81    | 11º  |
| 2012 | Mücke Motorsport | OSC | OSC | OSC | ZAN | ZAN | ZAN | SAC | SAC | SAC | NÜR1 | NÜR1 | NÜR1 | RBR | RBR | RBR | LAU | LAU | LAU | NÜR2 | NÜR2 | NÜR2 | HOC | HOC | HOC | 98    | 9º   |
| 2012 | Mücke Motorsport | Rit | 8   | 10  | 6   | 11  | 5   | Rit | 7   | C   | 7    | 8    | 5    | 1   | 16  | Rit | 7   | 6   | Rit | 8    | 6    | SQ   | 9   | 10  | 8   | 98    | 9º   |

### F3 europea
(legenda) (Le gare in grassetto indicano la pole) (Le gare in corsivo indicano il giro veloce)
| Anno | Squadra          | Motore   | 1   | 2   | 3   | 4   | 5   | 6   | 7   | 8   | 9   | 10  | 11  | 12  | 13  | 14  | 15  | 16  | 17  | 18  | 19  | 20  | 21  | 22  | 23  | 24  | 25  | 26  | 27  | 28  | 29  | 30  | 31  | 32  | 33  | Punti | Pos. |
| ---- | ---------------- | -------- | --- | --- | --- | --- | --- | --- | --- | --- | --- | --- | --- | --- | --- | --- | --- | --- | --- | --- | --- | --- | --- | --- | --- | --- | --- | --- | --- | --- | --- | --- | --- | --- | --- | ----- | ---- |
| 2013 | Mücke Motorsport | Mercedes | MNZ | MNZ | MNZ | SIL | SIL | SIL | HOC | HOC | HOC | BRH | BRH | BRH | RBR | RBR | RBR | NOR | NOR | NOR | NÜR | NÜR | NÜR | ZAN | ZAN | ZAN | VAL | VAL | VAL | HOC | HOC | HOC |     |     |     | 11    | 22º  |
| 2013 | Mücke Motorsport | Mercedes | Rit | 17  | Rit | 21  | 18  | Rit | 24  | 16  | Rit | 18  | 23  | 8   | 11  | 15  | 10  | 8   | 15  | Rit | 17  | Rit | 18  | 15  | 14  | 12  | 22  | 13  | 17  | 18  | 15  | 15  |     |     |     | 11    | 22º  |
| 2014 | Mücke Motorsport | Mercedes | SIL | SIL | SIL | HOC | HOC | HOC | PAU | PAU | PAU | HUN | HUN | HUN | SPA | SPA | SPA | NOR | NOR | NOR | MOS | MOS | MOS | RBR | RBR | RBR | NÜR | NÜR | NÜR | IMO | IMO | IMO | HOC | HOC | HOC | 26    | 17º  |
| 2014 | Mücke Motorsport | Mercedes | 20  | 22  | 16  | Rit | 15  | 8   | 20  | 9   | 16  | 15  | 14  | 11  | 16  | 11  | 12  | 7   | 19  | Rit | 18  | 14  | 16  | 11  | 14  | 11  | 15  | 11  | 6   | Rit | 21  | 12  | 11  | 7   | 13  | 26    | 17º  |

### World Series Formula V8 3.5
(legenda) (Le gare in grassetto indicano la pole) (Le gare in corsivo indicano il giro veloce)
| Anno | Squadra       | 1   | 2   | 3   | 4   | 5   | 6   | 7   | 8   | 9   | 10  | 11  | 12  | 13  | 14  | 15  | 16  | 17  | 18  | Punti | Pos. |
| ---- | ------------- | --- | --- | --- | --- | --- | --- | --- | --- | --- | --- | --- | --- | --- | --- | --- | --- | --- | --- | ----- | ---- |
| 2015 | Tech 1 Racing | ALC | ALC | MON | SPA | SPA | HUN | HUN | RBR | RBR | SIL | SIL | NÜR | NÜR | BUG | BUG | JER | JER |     | 27    | 13º  |
| 2015 | Tech 1 Racing | 14  | 16  | 14  | 12  | Rit | 8   | 14  | 16  | 3   | 9   | 14  | Rit | 18  | 8   | 12  | 9   | Rit |     | 27    | 13º  |
| 2016 | Lotus         | ALC | ALC | HUN | HUN | SPA | SPA | LEC | LEC | SIL | SIL | RBR | RBR | MNZ | MNZ | JER | JER | CAT | CAT | 189   | 4º   |
| 2016 | Lotus         | 7   | 7   | 6   | 2   | Rit | Rit | 2   | 2   | 1   | 1   | 6   | 13  | 1   | 6   | 8   | 14  | 9   | 2   | 189   | 4º   |
| 2017 | RP Motorsport | SIL | SIL | SPA | SPA | MNZ | MNZ | JER | JER | ALC | ALC | NÜR | NÜR | MEX | MEX | COA | COA | BHR | BHR | 201   | 5º   |
| 2017 | RP Motorsport | Rit | 3   | 2   | 4   | 2   | 2   | 1   | Rit | 4   | 6   | 4   | 5   | 9   | 8   | 6   | 4   | 3   | 4   | 201   | 5º   |

### Formula 2
(legenda) (Le gare in grassetto indicano la pole position) (Le gare in corsivo indicano Gpv)
| Stagione | Squadra               | 1   | 2   | 3   | 4   | 5   | 6   | 7    | 8    | 9    | 10   | 11  | 12  | 13  | 14  | 15  | 16  | 17  | 18  | 19  | 20  | 21   | 22   | 23   | 24   | 25  | 26  | 27  | 28  | Punti | Pos. |
| -------- | --------------------- | --- | --- | --- | --- | --- | --- | ---- | ---- | ---- | ---- | --- | --- | --- | --- | --- | --- | --- | --- | --- | --- | ---- | ---- | ---- | ---- | --- | --- | --- | --- | ----- | ---- |
| 2018     | Campos Vexatec Racing | BHR | BHR | BAK | BAK | CAT | CAT | MON  | MON  | LEC  | LEC  | RBR | RBR | SIL | SIL | HUN | HUN | SPA | SPA | MNZ | MNZ | SOC  | SOC  | YMC  | YMC  |     |     |     |     | 1     | 22º  |
| 2018     | Campos Vexatec Racing | 16  | 15  | Rit | Rit | 12  | 14  | 12   | Rit  | 15   | 10   | Rit | 17  | 15  | 14  | 15  | 15  | 10  | 14  | 16  | 15  |      |      |      |      |     |     |     |     | 1     | 22º  |
| 2020     | Trident               | RBR | RBR | RBR | RBR | HUN | HUN | SIL1 | SIL1 | SIL2 | SIL2 | CAT | CAT | SPA | SPA | MNZ | MNZ | MUG | MUG | MNZ | MNZ | SAK1 | SAK1 | SAK2 | SAK2 |     |     |     |     | 5     | 19º  |
| 2020     | Trident               | 10  | 12  | 15  | 18  | Rit | 17  | Rit  | 16   | 18   | 15   | Rit | 12  | 8   | Rit | 19  | 10  | 15  | 10  | Rit | 19  | 14   | 9    | 20   | 15   |     |     |     |     | 5     | 19º  |
| 2021     | DAMS                  | BHR | BHR | BHR | MON | MON | MON | BAK  | BAK  | BAK  | SIL  | SIL | SIL | ITA | ITA | ITA | SOC | SOC | SOC | JED | JED | JED  | YMC  | YMC  | YMC  |     |     |     |     | 16    | 16º  |
| 2021     | DAMS                  | 13  | 15  | Rit | 3   | Rit | 9   | 16   | 16   | 16   | Rit  | 12  | 16  | Rit | 18  | 8   | 16  | C   | 15  | 13  | 11  | 15   | 14   | 17   | 13   |     |     |     |     | 16    | 16º  |
| 2022     | DAMS                  | BHR | BHR | JED | JED | IMO | IMO | CAT  | CAT  | MON  | MON  | BAK | BAK | SIL | SIL | RBR | RBR | PAU | PAU | HUN | HUN | SPA  | SPA  | ZAN  | ZAN  | MNZ | MNZ | YMC | YMC | 20    | 19º  |
| 2022     | DAMS                  | 12  | 8   | 9   | 8   | 4   | Rit | 15   | 10   | 9    | Rit  | 10  | Rit | 14  | Rit | 13  | 9   | 16  | 9   | 19  | 16  | 11   | 19   | 15   | 17   |     |     | 8   | 10  | 20    | 19º  |
| 2023     | PHM Racing by Charouz | BHR | BHR | JED | JED | ALB | ALB | BAK  | BAK  | MON  | MON  | CAT | CAT | RBR | RBR | SIL | SIL | HUN | HUN | SPA | SPA | ZAN  | ZAN  | MNZ  | MNZ  | YMC | YMC |     |     | 0     | 21º  |
| 2023     | PHM Racing by Charouz | 18  | 11  | 10  | 11  | 9   | Rit | Rit  | 18   | Rit  | 15   | 20  | 18  | 10  | 16  | 9   | 17  | 17  | 15  | 13  | 13  | C    | 12   | Rit  | 15   | 14  | 11  |     |     | 0     | 21º  |

### Formula 3 asiatica
(legenda) (Le gare in grassetto indicano la pole position) (Le gare in corsivo indicano Gpv)
| Stagione | Squadra           | 1   | 2   | 3   | 4   | 5   | 6   | 7   | 8   | 9   | 10  | 11  | 12  | 13  | 14  | 15  | Punti | Pos. |
| -------- | ----------------- | --- | --- | --- | --- | --- | --- | --- | --- | --- | --- | --- | --- | --- | --- | --- | ----- | ---- |
| 2021     | Hitech Grand Prix | DUB | DUB | DUB | ABU | ABU | ABU | ABU | ABU | ABU | DUB | DUB | DUB | ABU | ABU | ABU | 99    | 5º   |
| 2021     | Hitech Grand Prix | 2   | 8   | 3   | 7   | 8   | 7   | 5   | Rit | 11  | 8   | Rit | 7   | 4   | 7   | 6   | 99    | 5º   |

### Formula 1
| 2020 | Scuderia | Vettura       |  |  |  |  |  |    |  |    |  |  |  |  |  |  |    |  |  |  |  |  |  |  |  |  | Punti | Pos. |
| ---- | -------- | ------------- |  |  |  |  |  | -- |  | -- |  |  |  |  |  |  | -- |  |  |  |  |  |  |  |  |  | ----- | ---- |
| 2020 | Williams | Williams FW43 |  |  |  |  |  | SP |  | SP |  |  |  |  |  |  | SP |  |  |  |  |  |  |  |  |  | 0     |      |

| 2021 | Scuderia | Vettura        |  |  |  |    |  |  |    |  |    |  |  |  |  |  |  |  |  |  |  |  |  |  |  |  | Punti | Pos. |
| ---- | -------- | -------------- |  |  |  | -- |  |  | -- |  | -- |  |  |  |  |  |  |  |  |  |  |  |  |  |  |  | ----- | ---- |
| 2021 | Williams | Williams FW43B |  |  |  | SP |  |  | SP |  | SP |  |  |  |  |  |  |  |  |  |  |  |  |  |  |  | 0     |      |

| Legenda | 1º posto     | 2º posto | 3º posto    | A punti         | Senza punti/Non class.  | Grassetto – Pole position Corsivo – Giro più veloce Apice – Risultato Qualifica Sprint (A punti) |
| Legenda | Squalificato | Ritirato | Non partito | Non qualificato | Solo prove/Terzo pilota | Grassetto – Pole position Corsivo – Giro più veloce Apice – Risultato Qualifica Sprint (A punti) |

## Vita privata
È il figlio del pilota Chanoch Nissany che nel 2005, all'età di 42 anni, ha effettuato alcuni test in Formula 1 con la Jordan e la Minardi, diventando il primo pilota israeliano a salire su una vettura di Formula 1.